# Subir Sachdev

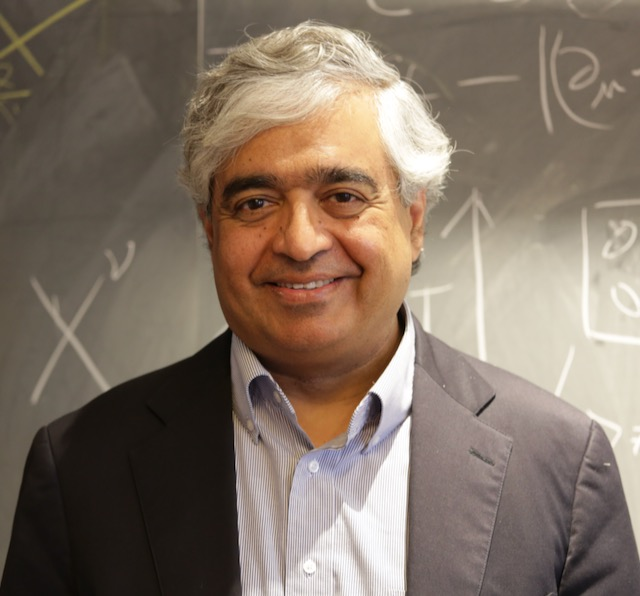
Subir Sachdev

Subir Sachdev (* 2. Dezember 1961 in New Delhi) ist ein indisch-US-amerikanischer Physiker, der sich mit theoretischer Festkörperphysik befasst. Er ist Professor an der Harvard University.
Sachdev studierte am Massachusetts Institute of Technology mit dem Bachelor-Abschluss 1982 und an der Harvard University mit dem Master-Abschluss in Physik 1984 und der Promotion 1985. Als Post-Doktorand war er an den Bell Laboratories. 1987 wurde er Assistant Professor, 1989 Associate Professor und 1995 Professor an der Yale University. Ab 2005 war er Professor in Harvard. Er ist auch Forschungsprofessor am Perimeter Institute for Theoretical Physics.
Er befasst sich mit Quantenphasenübergängen, über die er eine Monographie schrieb, mit Anwendungen zum Beispiel auf Hochtemperatursupraleiter (HTS). Er war um 2010 daran beteiligt, den Zusammenhang von d-Wellen-Ladungsdichtewellen (das heißt entsprechend Bahndrehimpuls 2) in Hochtemperatursupraleitern mit der Supraleitung, die in diesen Materialien rivalisierende kollektive Zustände sind, zu zeigen. Sachdev vermutet den Antiferromagnetismus des Materials als gemeinsame Ursache und zeigte, dass dieser für Elektron-Loch-Paare zu d-Wellen-förmigene Ladungsdichtewellen führt (als Basis für die HTS in Cupraten wurden schon länger d-Wellen-Cooperpaare von Elektronen angenommen).
Sachdev ist ein Pionier in der Anwendung von Konzepten der Stringtheorie und der Quantentheorie schwarzer Löcher (AdS/CFT-Korrespondenz) auf Quantenphasenübergänge in der Festkörperphysik, zum Beispiel im Boson-Hubbard-Modell in zwei Raumdimensionen und seinem Isolator-Supraleiter Übergang (ein System, das nicht mit Quasiteilchen beschreibbar ist).
2001 wurde er Fellow der American Physical Society, die ihm für 2018 ihren Lars-Onsager-Preis zusprach. 2003/04 war er Guggenheim Fellow und 1989 Sloan Research Fellow. 2014 wurde er Mitglied der National Academy of Sciences. 2015 erhielt er die Dirac Medal der University of New South Wales (UNSW). Für 2018 wurde ihm die Dirac-Medaille (ICTP) zugesprochen. 2019 wurde Sachdev in die American Academy of Arts and Sciences gewählt, 2023 zum auswärtigen Mitglied der Royal Society.

## Schriften
- Quantum phase transitions. Cambridge University Press, 1999 (2. Auflage 2011).
- Strange and Stringy. In: Scientific American. Januar 2013.
- The Quantum Phases of Matter. 25th Solvay Conference on Physics, Brüssel 2011, arxiv:1203.4565.
- Quantum Phase Transitions. In: Handbook of Magnetism and Advanced Magnetic Materials. Wiley 2007.
- Quantum criticality: Competing ground states in low dimensions. In: Science. Band 288, 2000, S. 475–480.